# فرد پارسلو
فرد پارسلو (انگلیسی: Fred Parslow؛ ۱۴ اوت ۱۹۳۲ – ۲۶ ژانویهٔ ۲۰۱۷) بازیگر تئاتر، تلویزیون و سینما اهل استرالیا بود.
از فیلم‌ها یا مجموعه‌های تلویزیونی که وی در آن‌ها نقش داشته است، می‌توان به در برابر باد اشاره نمود.